# Адзо Кпоссі
Адзо Ребекка Кпоссі (фр. Adzo Rebecca Kpossi, нар. 25 січня 1999) — тоголезька плавчиня, що спеціалізується у плаванні вільним стилем і батерфляєм. Учасниця двох Олімпійських ігор.

## Кар'єра
Першим стартом у кар'єрі Кпоссі став чемпіонат світу 2011 року, який пройшов у Шанхаї. Там вона брала участь у двох видах програми. На п'ятидесятиметрівці батерфляєм Адзо показала час 55.17 і посіла останнє місце з сімнадцятисекундним відставанням від передостанньої учасниці. На аналогічній дистанції вільним стилем вона фінішувала з часом 44.60, випередивши лише Масемпе Тхеко з Лесото.
У 2012 році Кпоссі дебютувала на Олімпійських іграх. Вона стала наймолодшою учасницею Олімпіади (в день відкриття Ігор їй було 13 років і 191 день). Вона стартувала тільки на дистанції 50 м вільним стилем. У найслабшому першому запливі вона фінішувала другою, програвши дотик представниці Нігера Адаму, і обійшовши на п'ять секунд Масемпе Тхеко.
Також Адзо брала участь у чемпіонаті світу 2015 і зайняла на п'ятидесятиметрівці кролем 103 місце із 113 спортсменок.
На Олімпіаді в Ріо-де-Жанейро Кпоссі була прапороносцем збірної на церемонії відкриття. В рамках змагальної програми вона стартувала тільки на дистанції 50 метрів вільним стилем і показала там час 33.44, посівши 79-е місце серед 88 спортсменок.